# 織田信衡
織田信衡（おだ のぶひら，1574年－1663年），織田信正嫡長子，母親是織田信廣之女，幼名勝若丸，通稱三郎四郎，官拜帶刀大夫。妻子為織田信孝之女織田賢子，有子織田信真。
織田信衡在父親織田信正失去領地而出家後，繼為家主被豐臣秀吉的外甥豐臣秀次招為家臣，但因為秀次被廢之事受到株連，再次失去領地，出家並號為松雲軒，此後生平不詳。
近年有作家竹中亮以織田信衡為主角，撰寫小說織田大戰記，是以織田信衡在關原之戰中伺機重奪岐阜城繼承祖父織田信長一統天下遺志的虛構故事。